# Otavi
Otavi este un oraș din Namibia.
Pe 1 iulie 1915, Armata Germană a fost învinsă la Otavi de către trupele sud-africane.